# 博多高校剣道部自殺事件
博多高校剣道部自殺事件（はかたこうこうけんどうぶじさつじけん）は、2020年8月29日に福岡市東区の博多高等学校の一年生の女子生徒（当時15歳）が所属する剣道部の顧問による暴行や暴言を理由に自殺した事件。

## 概要
自殺した女子生徒は2020年4月に剣道の特待生として博多高校に入学、その約5ヶ月後の8月29日、電車に飛び込んで自殺した。女子生徒は生前、男性顧問２人の指導に悩んでいると母親に相談していた他、自殺した日の朝、SNSに「部活が死にたい原因」と書き残していた。
遺族は2022年3月に学校側に提訴する意向を伝えたところ、学校側は同年10月に不適切な指導を認めた上で謝罪し、遺族に賠償金を支払い、再発防止を図る内容で10月25日に遺族と学校側が合意したことを女子生徒の母親の代理人弁護士が明かした。

## 経過
女子生徒は2020年4月に剣道部の特待生として博多高校に入学した。剣道部に入部した女子生徒であったが、女子生徒は2人の男性顧問から竹刀で突き倒す、他の生徒の前で怒鳴るといった暴力や罵倒を繰り返し受けた。
女子生徒の母親（剣道経験者であった）は女子生徒の身体に剣道では「ありえない」あざを見つけ、女子生徒から頼まれて剣道部の練習を見に行くと、顧問が「聞いたことがないような暴言」を言っているのを耳にした。このことをもう1人の顧問に相談したものの、改善に向けた対応は無かった。女子生徒が「死ぬために部活休んだ」「部活ていう存在が死にたい原因」「誰が悪いって心が弱い私が多分悪い」などとSNSに書き残して自殺したのはこの4日後だった。

## その後
女子生徒の死から約半年後、2人の男性顧問は離職した。
当初女子生徒の母親は自分の影響で女子生徒が剣道を始めたこともあり、娘の自殺の原因を「自分が剣道をしていたせい」と自らを責めていたが、「悪いのは剣道じゃなくて、博多高校の部活の場が悪い」と考えるに至ったという。
2021年7月、女子生徒の母親ら遺族は剣道部の不適切な指導を日本スポーツ振興センターに訴え、同センターは自殺の原因が顧問による不適切な指導にあることを認定。遺族に見舞金を支給した。
2022年3月、女子生徒の母親は損害賠償を求め学校側を提訴することを決め、学校側にその意向を伝えた。学校側は同年10月に顧問の不適切な指導を認めて遺族に謝罪し、同月25日に学校側が剣道部の不適切な指導が自殺の原因であることを認めて遺族に謝罪と賠償金の支払いをすること、再発防止策を行うことで合意した。合意した再発防止策には、毎年教職員や運動部の生徒に本事案を伝える、部活動の指導方法を年に1回検証することなどが織り込まれた。この合意について女子生徒の母親は「和解ではあるが許すことはできない」と述べた。
東京新聞の社説ではこの事件を取り上げて、文部科学省が策定した部活動のガイドラインは現場には浸透しきっていないと批判。教育上には体罰はもっての外で、言動が若い心を傷つけ、精神的に追い詰めるという意識に欠けているとする。部活動ではカリスマ的な指導者が存在して口出しできないことや、保護者に厳しい指導を望まれることもあるが、力頼みの指導では子供の健やかな成長は望めず、不適切な指導を目撃したら通報できる窓口の設置が必要であると述べられた。